# Adam Lallana
Adam David Lallana (St Albans, Inglaterra, 10 de mayo de 1988) es un exfutbolista británico que jugaba como centrocampista. Desde la temporada 2025-26 es asistente técnico de Will Still en el Southampton F. C. de la EFL Championship.

## Trayectoria

### Southampton F. C.
Lallana se encontraba en la cantera del AFC Bournemouth cuando fue visto por un ojeador del Southampton con doce años. Así pues, en septiembre del año 2000 fichó por el club rojiblanco.
El 23 de agosto de 2006 debutó en la Copa de la Liga ante el Yeovil Town Football Club. El 31 de octubre de 2006, firmó su ampliación de contrato hasta finales de 2009. El 9 de octubre de 2007 fue cedido por un mes al equipo donde inició su formación, el Bournemouth de League One. El 28 de abril de 2008, anotó su primer gol en un partido de Championship ante el West Bromwich Albion. En la temporada 2008-09, se convirtió en habitual en el primer equipo (43 partidos), aunque acabaron perdiendo la categoría.
Terminó la temporada 2009-10 con un total de 20 goles en todas las competiciones, lo que le convirtió en el primer mediocentro del Southampton en marcar 20 goles desde Matthew Le Tissier. En abril de 2011, fue incluido en el mejor once de la League One después de marcar 11 goles en total, además de lograr el ascenso de categoría. En la campaña 2011-12, logró el ascenso a la Premier League en una campaña donde anotó trece goles y fue incluido en el mejor once de Championship.
En la temporada 2012-13 realizó su debut en la Premier League ante el Manchester City y marcó su primer gol dos meses más tarde ante el West Ham United. El 18 de abril de 2014 fue incluido en la lista preliminar para el Premio PFA al jugador del año. Finalmente, fue incluido en el mejor once del año y fue elegido el jugador del año del Southampton por aficionados y sus propios compañeros.

### Liverpool
Antes de empezar la Copa Mundial de 2014, se concretó su fichaje por el Liverpool F. C. El equipo red pagó 25 millones de libras por el centrocampista. El 4 de octubre, marcó su primer gol en su nuevo equipo en la victoria por 2 a 1 ante el WBA. Inició su segunda temporada marcando dos goles en las dos primeras jornadas de Liga Europa. El 23 de enero de 2016 marcó el gol de la victoria (4-5) en el minuto 95 ante el Norwich City. El 5 de mayo de 2016, marcó en la vuelta de semifinales ante el Villarreal, en el minuto 81, llevando así al Liverpool a la final.
El 30 de enero de 2017 fue reconocido por la Asociación Inglesa de Fútbol como el mejor jugador inglés del año 2016, por delante de Jamie Vardy y Rooney. En agosto de 2017 sufrió una grave lesión muscular que le tuvo de baja hasta mediados de noviembre. A finales de marzo sufrió una nueva lesión que le tuvo de baja algo más de un mes. El 26 de mayo de 2018 jugó la final de la Liga de Campeones ante el Real Madrid, ya que tuvo que sustituir a Salah mediada la primera parte.

### Brighton & Hove Albion F. C.
El 27 de julio de 2020, tras haber finalizado su contrato con los reds, se anunció su fichaje por el Brighton & Hove Albion F. C. por tres temporadas. Al inicio de la tercera de ellas, coincidiendo con la marcha de Graham Potter al Chelsea F. C., pasó a ser asistente del entrenador interino Andrew Crofts.

### Regreso a Southampton y retirada
Diez años después de su marcha, el 14 de junio de 2024 se hizo oficial su vuelta al Southampton F. C. con un contrato de una temporada. Esta la terminó ejerciendo de entrenador asistente de Simon Rusk tras confirmarse el descenso de categoría.
Anunció su retiro del fútbol profesional el 25 de junio de 2025 y continuó en el club como entrenador asistente de Will Still.

## Selección nacional
Lallana jugó en las categorías inferiores (sub-18, sub-19 y sub-21) de la selección inglesa.
El 15 de noviembre de 2013 debutó con la selección absoluta ante Chile en Wembley.
El 12 de mayo de 2014 fue incluido por el entrenador Roy Hodgson en la lista final de 23 jugadores que representarían a Inglaterra en la Copa Mundial de Fútbol de 2014. Participó en los tres encuentros de fase de grupos. También fue convocado para la Eurocopa 2016, donde nuevamente jugó los tres encuentros de la fase de grupos.
El 4 de septiembre de 2016 marcó su primer gol con la selección, ante Eslovaquia, en un encuentro clasificatorio para el Mundial de Rusia. Lallana le dio la victoria a su selección con un gol en el minuto 95.

### Participaciones en Copas del Mundo
| Mundial                        | Sede   | Resultado    |
| ------------------------------ | ------ | ------------ |
| Copa Mundial de Fútbol de 2014 | Brasil | Primera fase |

## Estadísticas

### Clubes
| Club                         | País       | Año       | Partidos | Goles |
| ---------------------------- | ---------- | --------- | -------- | ----- |
| Southampton F. C.            | Inglaterra | 2006-2014 | 265      | 60    |
| AFC Bournemouth (cedido)     | Inglaterra | 2007      | 4        | 0     |
| Liverpool F. C.              | Inglaterra | 2014-2020 | 178      | 22    |
| Brighton & Hove Albion F. C. | Inglaterra | 2020-2024 | 104      | 4     |
| Southampton F. C.            | Inglaterra | 2024-2025 | 18       | 0     |

## Palmarés

### Campeonatos nacionales
| Título         | Club              | País       | Año  |
| -------------- | ----------------- | ---------- | ---- |
| EFL Trophy     | Southampton F. C. | Inglaterra | 2010 |
| Premier League | Liverpool F. C.   | Inglaterra | 2020 |

### Campeonatos internacionales
| Título                       | Club            | Sede     | Año  |
| ---------------------------- | --------------- | -------- | ---- |
| Liga de Campeones de la UEFA | Liverpool F. C. | Madrid   | 2019 |
| Supercopa de la UEFA         | Liverpool F. C. | Estambul | 2019 |
| Copa Mundial de Clubes       | Liverpool F. C. | Catar    | 2019 |

### Distinciones individuales
| Distinción                                                       | Año  |
| ---------------------------------------------------------------- | ---- |
| Mejor jugador inglés del año por la Asociación Inglesa de Fútbol | 2016 |